# Mexico City 6-timmars
Mexico City 6-timmars är en långdistanstävling för sportvagnar som körs på Autódromo Hermanos Rodríguez i Mexikos huvudstad Mexico City.  

## Historia
Under åren 1989 till 1991 kördes här tre tävlingar i World Sports-Prototype Championship under namnet Trofeo Hermanos Rodríguez. 
Sedan säsongen 2016 ingår loppet som en deltävling i FIA World Endurance Championship.

## Vinnare
| År        | Förare                                    | Bil                | Distans        | Mästerskap                       |                |
| --------- | ----------------------------------------- | ------------------ | -------------- | -------------------------------- | -------------- |
| 1989      | Jochen Mass Jean-Louis Schlesser          | Sauber C9          | 480 km         | Sportvagns-VM                    |                |
| 1990      | Jochen Mass Michael Schumacher            | Mercedes-Benz C11  | 480 km         | Sportvagns-VM                    |                |
| 1991      | Yannick Dalmas Keke Rosberg               | Peugeot 905 Evo 1B | 480 km         | Sportvagns-VM                    |                |
| 1992-2015 | Inga tävlingar                            | Inga tävlingar     | Inga tävlingar | Inga tävlingar                   | Inga tävlingar |
| 2016      | Timo Bernhard Brendon Hartley Mark Webber | Porsche 919 Hybrid | 6 timmar       | FIA World Endurance Championship |                |
| 2017      | Timo Bernhard Earl Bamber Brendon Hartley | Porsche 919 Hybrid | 6 timmar       | FIA World Endurance Championship |                |